# Кушаба (герб)
Кушава (Kuczawa, Ruczaba, Paprzyca, Rakwicz) — родовий герб польської, української, литовської, білоруської шляхти. Час його виникнення відносять до періоду династії П'ястів (1249-1296 рр.).
Герб «Папржица» або «Кушава» прийшов до Польщі з Чехії-Богемії за часів Болеслава V, використовувався спочатку польською шляхтою.
Після Городельської унії 1413 року ряд гербів, в тому числі й Кушаба були закріпленні за представниками литовсько-руської (української) шляхти, та відбулось зрівняння прав шляхти католицького віровизнання Королівства Польського та шляхти Великого князівства Литовського, Руського та Жемантійського. 
В Російській імперії представники різних гілок роду та більше 70 шляхетських прізвищ, що мали право носити цей герб, були занесені до дворянської книги Київської, Подільської, Волинської, Мінської, Гродненської, Вітебської, Могильовської, Віленської губерній.

## Опис
На білому полі розташований мірошницький камінь (жорно) сірого кольору. У нашоломнику вісім собачих голів, з яких чотири повище і чотири нижче. Герб цей перейшов до Польщі з Богемії та Австрії.
Часто зустрічаються різновиди кольору щита: замість білого існує також червоний та синій варіанти щита.